# 林友直
林 友直（はやし ともなお、1927年12月6日 - 2024年6月4日）は、日本の航空宇宙工学者。東京大学名誉教授。宇宙電子工学専攻。

## 専門
- 宇宙エレクトロニクス

## 来歴
- 1927年 東京生まれ。
- 1944年 東京府立第十中學校（現・東京都立西高等学校）卒（飛び級　本来は5年制の旧制中学校を4年修了 及び6年制の尋常小学校を5年修了）
- 1947年 武蔵高等学校卒
- 1950年 東京大学第一工学部電気工学科卒
- 1954年 東京大学大学院電気工学修了（工学博士）[3]
- 1954年 東京大学工学部 専任講師
- 1956年 理化学研究所に入所
- 1963年 東京大学工学部 助教授
- 1971年 東京大学 教授
- 1965年 東京大学宇宙航空研究所・文部省宇宙科学研究所に入所[4]
- 1991年 千葉工業大学附属総合研究所 教授
- 2024年 肺炎のため死去[5]。叙従四位、瑞宝中綬章受章[6]。

## 受賞歴
- 1991年、日経BP技術賞
- 1988年、NASAグループ業績賞
- 1993年、電子情報通信学会論文賞

## 所属学会
- 電気学会
- 電子情報通信学会
- 応用物理学会
- 日本物理学会
- 日本航空宇宙学会